# Gaiola (champanhe)

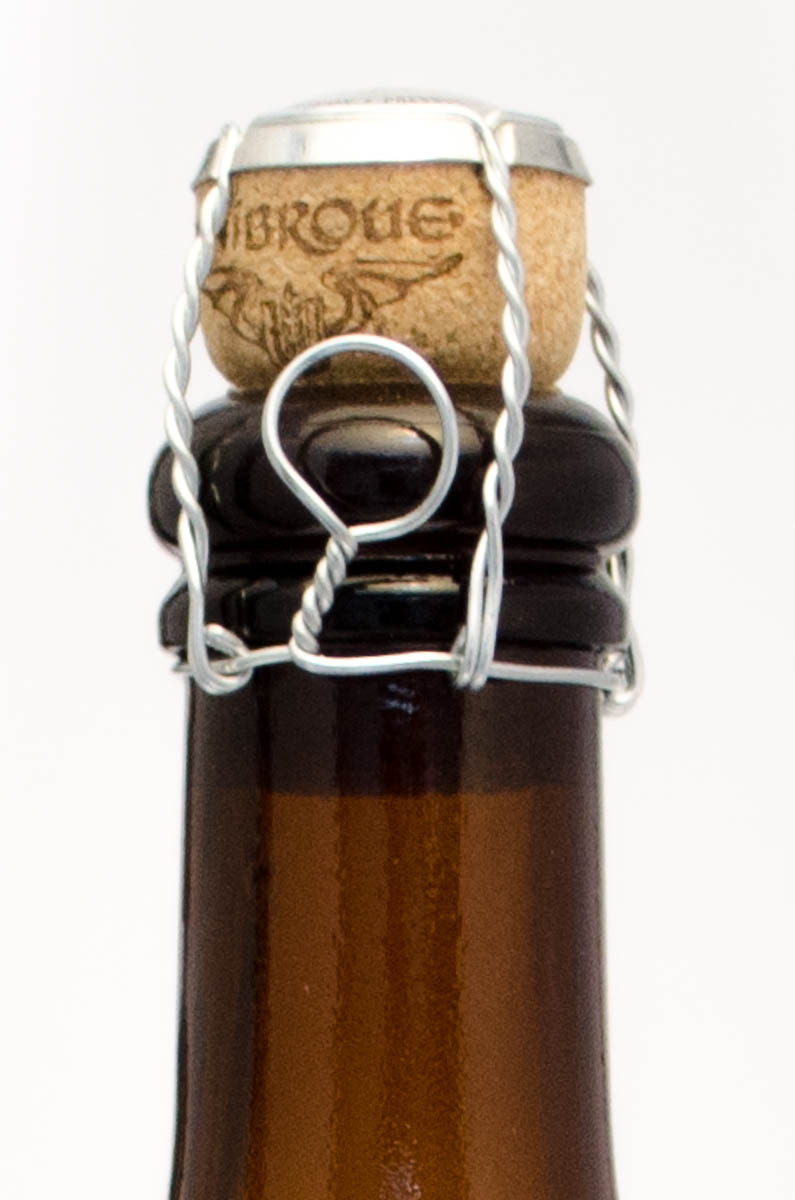
Gaiola de arame de uma rolha de uma garrafa de cerveja Unibroue, ainda fechada.

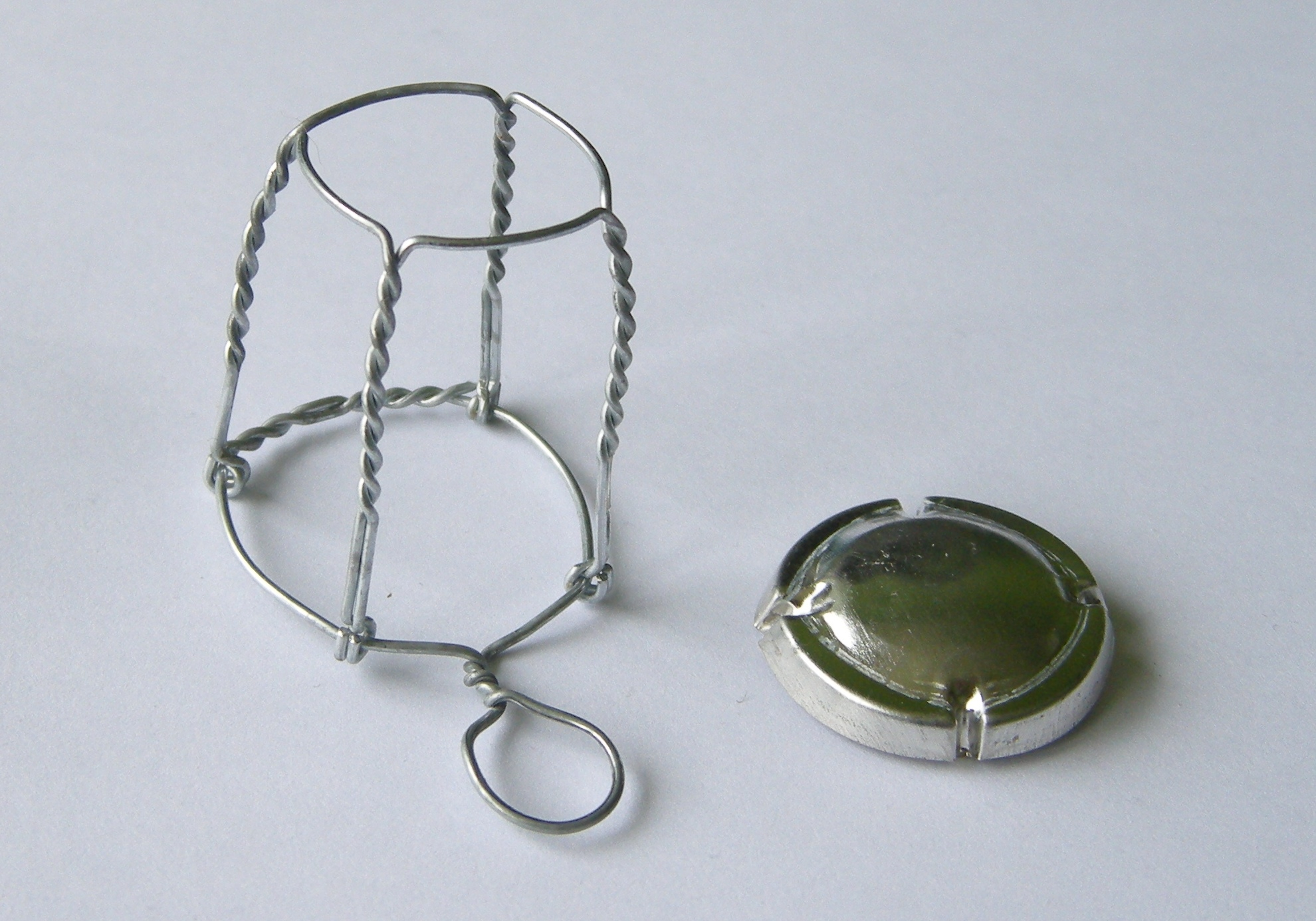
Gaiola de arame aberta, acompanhada de tampa.

A gaiola ou açaime (por vezes ainda denominada pelo galicismo muselet) é um mecanismo de retenção de rolha, usados nas garrafas de espumantes, especialmente de champanhe, que consiste numa estrutura de arame retorcido que se amarra sobre a rolha, junto à marisa do gargalo da garrafa, a fim de minorar as hipóteses de o líquido nela contido espipar para fora com a força da pressão.  
Amiúde a gaiola é acompanhada por uma chapa de metal, onde, por vezes, surge estampado o logótipo do fabricante da bebida. As gaiolas das garrafas de champanhe são, amiúde, revestidas com papel metálico.

## Historia
Antigamente, ao produzir espumantes, a pressão do vinho mantinha-se graças a rolhas seladas com pano impregnado de óleo e cera. Este método, porém, não era sobremaneira fiável, porquanto não era incomum as garrafas perderem a rolha, expulsa pela pressão contida na garrafa. Subsequentemente, começou-se a usar cordel enrolado até à marisa do gargalo da garrafa, para fixar a rolha.
Só mais tarde, em 1844 é que Adolphe Jaqueson inventou o método da gaiola de arame, se bem que, os primeiros protótipos ainda eram díficeis de armar e desarmar nas garrafas.
Graças aos desenvolvimentos técnicos posteriores, conseguiu-se chegar até ao formato moderno de gaiola de champanhe, composto por 4 arames torcidos, a fim de conferir maior resistência, e dotado de uma aleta ou anilha de arame, para ajudar a desmanchar a gaiola e, por conseguinte, a libertar a rolha.